# Čtvrtky s Abiem
Čtvrtky s Abiem (v anglickém originále Thursdays with Abie) je 9. díl 21. řady (celkem 450.) amerického animovaného seriálu Simpsonovi. Scénář napsali Don Payne a Mitchell H. Glazer a díl režíroval Michael Polcino. V USA měl premiéru dne 3. ledna 2010 na stanici Fox Broadcasting Company a v Česku byl poprvé vysílán 28. října 2010 na stanici Prima Cool.

## Děj
Během rodinného výletu do akvaparku se Abe seznámí s novinářem Marshallem Goldmanem. Abe je nadšený, že Marshall má zájem poslouchat jeho blábolivé anekdoty, a vypráví o tom, jak za druhé světové války seděl na skutečném žralokovi a vycvičoval ho poté, co válečnou loď, na které Abe sloužil, potopilo v Tichém oceánu torpédo. Marshall zveřejňuje Abeův příběh v časopise Springfieldský šmejdil. Když si Homer Marshallův článek přečte, je šokován, že Abeovy příběhy připadají zajímavé i ostatním lidem. V dalším příběhu Abe vypráví o tom, jak na springfieldském nádraží leštil boty tehdy ještě ne slavnému Clarku Gableovi a půjčil mu výtisk knihy Jih proti Severu, ale přitom vzpomíná na svůj vztek, že mu nezaplatil a knihu nikdy nevrátil. Nadšený Marshall zapíše i tuto historku a Abeova sláva roste. Homer se rozhodne navštívit svého otce, ale Abe mu to rozmluví a naznačí, že Homer s ním chce trávit čas až teď, když je slavný. Později Marge naznačí, že ve skutečnosti se Homer zlobí sám na sebe, že s otcem netrávil více času. Homer, uražený ne zrovna lživou narážkou, si vyslechne anekdoty pana Burnse, napíše svůj vlastní sloupek a odnese ho do Springfieldského šmejdila, kde je rychle skartován. V redakci novin se Homer vplíží do Marshallovy kanceláře a objeví rukopis, který Marshall hodlá předložit k udělení Pulitzerovy ceny. V rukopisu stojí, že Abe je mrtvý, a Homerovi dojde, že Marshall má v úmyslu Abea zabít. Spěchá na nádraží, ale Abe a Marshall už odjeli historickým vlakem známým jako Tinseltown Starliner (Clark Gable jel stejným vlakem poté, co Abe vyleští boty). Poté, co Abea omráčí, se ho Marshall pokusí udusit polštářem. S pomocí Lennyho a Carla Homer prorazí okno právě ve chvíli, kdy Marshall vytáhne pistoli. Oba spolu zápasí a pak Abe zatáhne za záchrannou brzdu a Marshall je omráčen obrovským množstvím krabic od klobouků. Homer a jeho otec se usmíří a Abe řekne Homerovi, že je připraven na svou první túru. 
Mezitím se Bart zmocní beránka Larryho, plyšové ovce, o kterou se každé dítě ve třídě paní Krabappelové střídavě stará během víkendu, k velkému zděšení Nelsona, který říká, že Larry byl „jediné, co mě udržovalo při smyslech“ při zpěvu. Bartovi se plyšová hračka nelíbí, a tak se Líza nabídne, že se o něj postará. Nešťastnou náhodou však Larryho ztratí v kanalizaci. Bart se pro něj vydá a je pronásledován krysami a kočkami, než Larryho najde navrchu potrubí. Bart použije Larryho, aby sklouzl po trubkách do bezpečí, ale hračka se roztrhne a Bart se bez okolků zřítí skrz mříž na pláž, kde potká Agnes Skinnerovou.

## Produkce
Scénář epizody napsali Mitchell H. Glazer a Don Payne a režíroval ji Michael Polcino. V epizodě hostuje Mitch Albom, který napsal Úterky s Morriem.

## Kulturní odkazy
Čtvrtky s Abiem slouží jako parodie na Úterky s Morriem, ve kterých se Mitch Albom učí o životních hodnotách od svého bývalého učitele Morrieho Schwartze. Hank Azaria, jenž namluvil Marshalla, hrál Alboma i ve filmu inspirovaném Úterky s Morriem. Úvodní gag je parodií na Zlou čarodějnici ze Západu z Čaroděje ze země Oz a chobotnice Slimu je parodií na kosatku Shamu. Píseň, jež hraje během scén na nádraží, je americký jazzový standard „Chattanooga Choo Choo“. Také Nelson zpívá, a to jinou verzi písně „Mary Had a Little Lamb“.

## Přijetí
V původním americkém vysílání Čtvrtky s Abiem vidělo asi 8,65 milionu domácností a získaly rating 4,0/10 ve věkové kategorii 18–49 let, což byla nejsledovanější a nejlépe hodnocená epizoda v rámci bloku Animation Domination stanice Fox. Pořad se umístil na sedmém místě v kategorii diváků od 18 do 49 let a byl v týdnu na stanici Fox třetí za pořady The OT a The Allstate Sugar Bowl a dostal se na 20. místo v týdenní sledovanosti.
Epizoda získala pozitivní recenzi od Roberta Canninga z IGN, který jí udělil hodnocení 8,4/10 a řekl, že „se celkově epizoda povedla a využila jeden z nejlepších simpsonovských vtipů k vyprávění poutavého, a dokonce sentimentálního příběhu“.
Emily VanDerWerffová z The A.V. Clubu dala epizodě známku C+ se slovy: „Většina základních vztahů v Simpsonových se držela své schopnosti dojmout nás. Většina epizod s Homerem a Lízou je stále na určité úrovni dojemná, zatímco většina dílů s Bartem a Lízou hraje na snadné kamarádství těchto dvou. Jednou z výjimek z tohoto pravidla je vztah mezi Homerem a jeho otcem. Ti dva měli v počátcích seriálu několik skvělých epizod, kdy seriál zkoumal, jak se Abeova neschopnost být dobrým svobodným rodičem odráží v průběhu let (mnohem, mnohem vtipnějším způsobem, než to zní).“.
Jason Hughes z TV Squad ve své recenzi uvedl: „Epizoda mi nepřipadala nijak zvlášť vtipná, ale ocenil jsem, že Simpsonovi do vztahů postav vrátili trochu těch emocí.“.
Dan Castellaneta byl za roli Abrahama a Homera Simpsonových v této epizodě nominován na cenu Primetime Emmy za vynikající hlasový výkon, ale prohrál s Anne Hathawayovou, která zvítězila za roli v jiné epizodě seriálu Simpsonovi Tenkrát ve Springfieldu.